# Domani il mondo cambierà
Domani il mondo cambierà o Stazioni delle maree (Stations of the Tide) è un romanzo di fantascienza del 1991 scritto da Michael Swanwick. Vincitore del premio Nebula per il miglior romanzo nel 1991, è stato finalista al Premio Hugo, al Premio Campbell e al Premio Arthur C. Clarke.

## Storia editoriale
Il romanzo è stato originariamente pubblicato in due parti a partire da dicembre 1990 sulla rivista Isaac Asimov's Science Fiction Magazine. L'anno seguente è stato pubblicato in volume unico.
In italiano è stato pubblicato per la prima volta nel 1994, come Stazioni delle maree sulla rivista "Isaac Asimov's Science Fiction Magazine" .

## Ambientazione
Il romanzo è ambientato su Miranda, un pianeta del sistema della stella Prospero, caratterizzato da una forte variabilità superficiale: una variazione dell'inclinazione dell'asse di rotazione conduce allo scioglimento dei ghiacci polari e all'inondazione di vaste aree continentali, con una periodicità di alcuni secoli. I fatti narrati si svolgono nei giorni che precedono l'inondazione del continente Tidewater e si sovrappongono alle ultime fasi dell'evacuazione della sua popolazione.
Il pianeta è stato colonizzato dagli uomini, così come molti altri sistemi della Galassia. Nella loro espansione nella galassia, gli uomini sono venuti in contatto con numerose altre specie, ma si sono scontrati soprattutto con le conseguenze della creazione dell'intelligenza artificiale - che ha condotto alla perdita del pianeta natio (seguendo un'idea già anticipata ne L'intrigo Wetware).
Al momento della scoperta, anche Miranda era abitata da una specie autoctona, i cui appartenenti erano indicati come Spettri, che tuttavia si sarebbe estinta nel contatto con l'uomo.
Scopo del governo galattico umano è impedire che conoscenze avanzate possano generare situazioni critiche. A tale scopo, esso esercita un forte controllo sulla tecnologia utilizzabile sui pianeti.

## Trama
Il romanzo descrive l'inchiesta di un burocrate (senza altro nome proprio) inviato su Miranda per verificare che il "mago" Gregorian non faccia uso di tecnologia proibita.

## Riferimenti letterari
Michael Swanwick richiama in questo romanzo alcuni miti primordiali, come quello del diluvio universale e quello di Prometeo - figura della mitologia greca che rubò una prima tecnologia (il fuoco) agli dèi per darlo agli uomini e fu per questo punito. La ritualità sciamanica, l'illusionismo e 
la fascinazione legata alla civiltà perduta degli Spettri contribuiscono a creare il senso di magia presente su Miranda. La metamorfosi è un tema presente in tutto il romanzo ed è duplice: del pianeta e dei personaggi. Infine, ci sono chiari riferimenti a La tempesta di William Shakespeare, nonché una moderna e pessimistica versione della favola I vestiti nuovi dell'imperatore di Hans Christian Andersen.

## Edizioni
- Michael Swanwick, Stazioni delle maree, in Isaac Asimov's Science Fiction Magazie, traduzione di Enrico Fornaroli, n. 1, Phoenix Enterprise Publishing Company, 1994.
- Michael Swanwick, Domani il mondo cambierà, traduzione di Marco Pinna, Urania n. 1236, Arnoldo Mondadori Editore, 1994.
- Michael Swanwick, Domani il mondo cambierà, traduzione di Marco Pinna, Urania n. 1642, Arnoldo Mondadori Editore, 2017.